# 市場の婦人がた

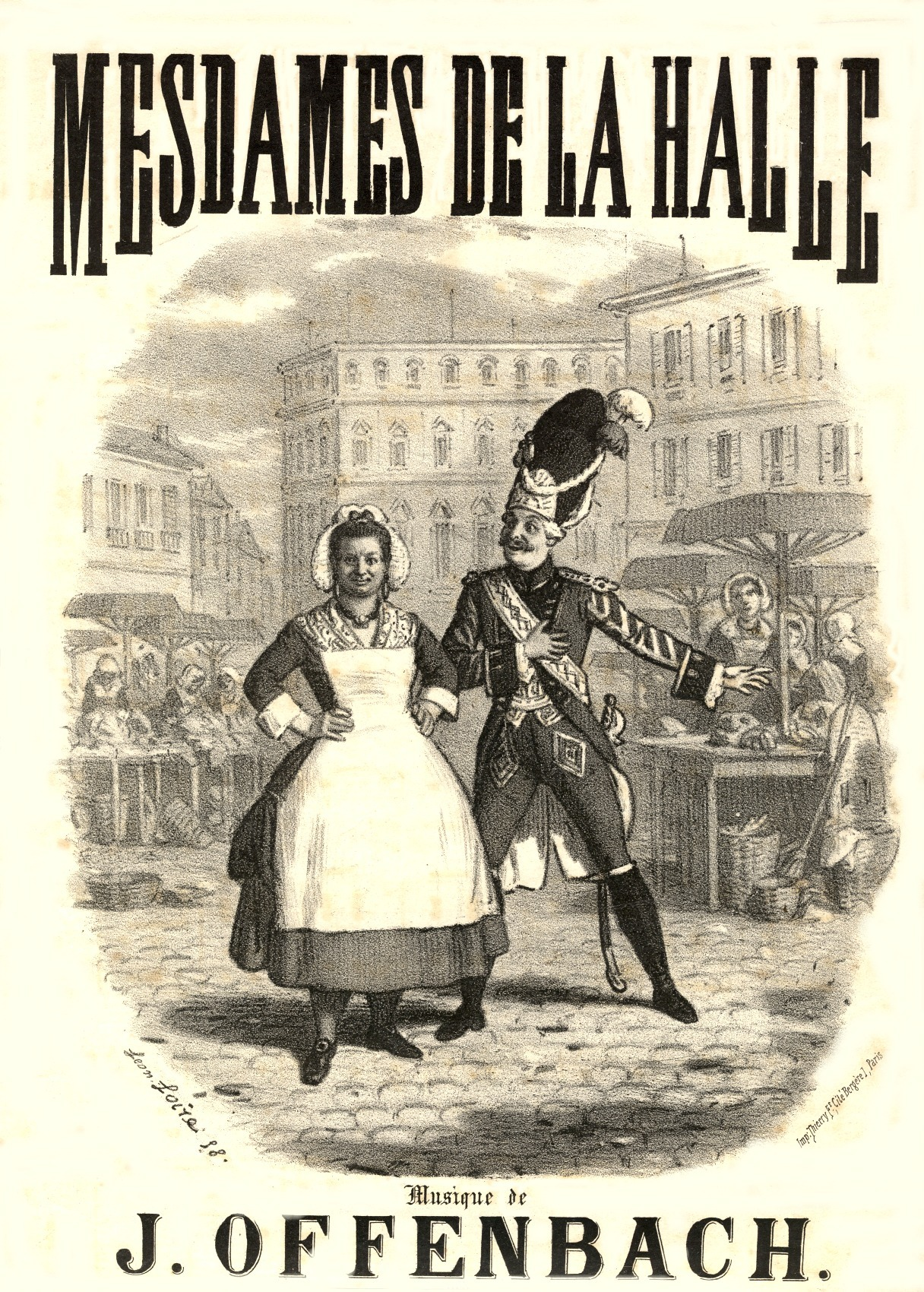
レオン・ロワールによる版画

『市場の婦人がた』（いちばのふじんがた、フランス語:  Mesdames de la Halle  ）は、（『市場の女たち』や『市場のかみさんたち』、『市場の女商人たち』とも表記される）ジャック・オッフェンバックが作曲した1幕のオペラ・ブフ（またはオペレッタ）で、1858年 3月3日に パリのブフ・パリジャン座にて初演された。

## 概要

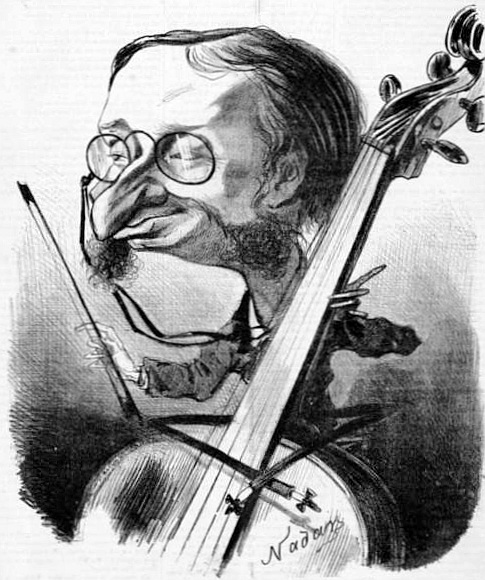
エドゥアール・リウーによる劇画

オッフェンバックが得意とした1幕構成のオペラ・ブフで、台本はアルマン・ラポワントがフランス語で作成した。当時のパリ中央市場（レ・アル）での活気溢れる賑わいが描かれる人情劇。なお、本作以降は登場人物の人数制限などが緩和された。本作の「上演以前は劇場は一幕物で登場人物は4人のオペレッタしか上演権利を持っていなかった」。永竹由幸は本作は「市場のおばさんたちを男声で歌わせるという、バロック的手法で作られた名曲。バーレスク七重唱などは正に絶品」と評価している。『赤いりんご』（ポムダピ、小さなりんご、Pomme d'Api、1873年）、『シュフルリ氏はご在宅』（Monsieur Choufleuri Restera Chez Lui Le...、1861年）などと2本立て（ダブルビル）または3本立て（トリプルビル）で上演されることが多い。日本初演は1989年 2月15日に東京室内歌劇場によって前進座劇場にて行われた。

## 登場人物
| 人物名 名前の意味                     | 声域         | 原語                    | 役                    | 初演時のキャスト 1858年 3月3日 指揮：オッフェンバック |
| ------------------------------------- | ------------ | ----------------------- | --------------------- | ----------------------------------------------------- |
| シブレット （ねぎの一種）             | ソプラノ     | Ciboulette              | 果物売りの娘 孤児     | マルグリット・シャベール                              |
| クルト=オ=ポ （スープに入れたパン）   | ソプラノ     | Croûte-au-pot           | 見習いのコック 人気者 | リーズ・トタン                                        |
| ポワルタペ夫人 （乾して平たくした梨） | テノール     | Madame Poiretapée       | 魚売り                | レオンス                                              |
| ラフラフラ                            | テノール     | Raflafla                | 近衛連隊の鼓笛隊長    | エドモン・デュヴェルノワ                              |
| マドゥ夫人                            | バリトン     | Madame Madou            | 野菜売り              | デジレ                                                |
| ブールフォンデュ夫人 （溶けたバター） | バリトン     | Madame Beurrefondu      | 野菜売り              | ジョルジュ=ルイ・メマケール                           |
| 警部                                  | バリトン     | Le commissaire          | －                    | プロスペル・ギヨ                                      |
| 呉服商                                | テノール     | Marchand d’habits       | 古着屋                | ジャン・ポール                                        |
| 野菜売り                              | メゾソプラノ | Marchande de légumes    | －                    | キュンゼ                                              |
| 果物売り                              | ソプラノ     | Marchande de fruits     | －                    | マリー・シコ                                          |
| 豆屋                                  | バリトン     | Marchande de pois verts | －                    | ビヤール                                              |
| 歓楽の商人                            | ソプラノ     | Marchande de plaisirs   | －                    | ボドワン                                              |

＊合唱：市場の販売員、顧客、警察、兵士

## 上演時間
約１時間

## あらすじ
時と場所：19世紀のパリの中央市場

### 全1幕
パリ中央市場（レ・アール）

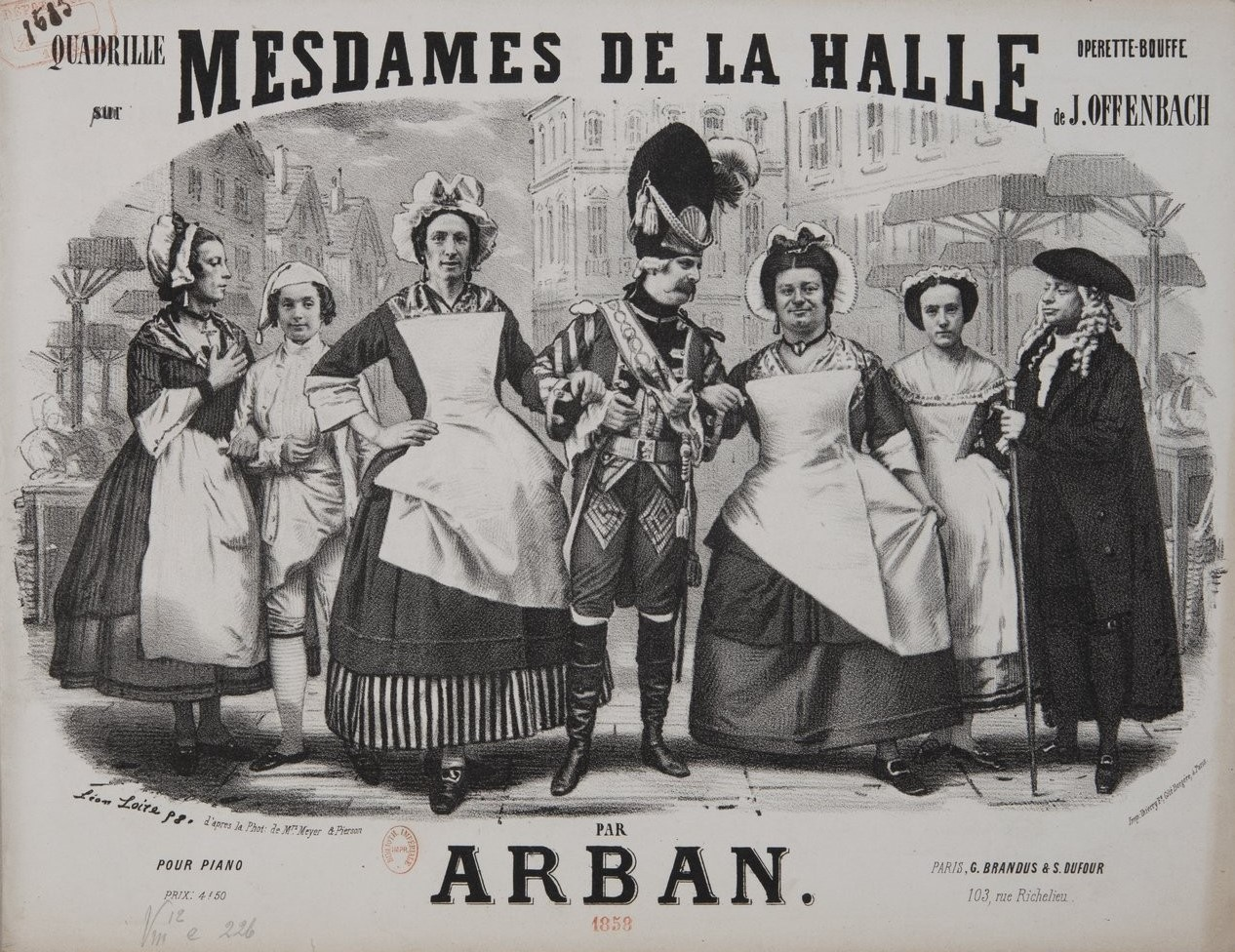
レオン・ロワールによる版画

食材など様々な商品を扱う売り子たちの呼び声が行きかい市場は活気に溢れている。近衛連隊の鼓笛隊長のラフラフラがやって来る。彼は陽気に「四旬節の晴れた日に」（Au beau jour de la mi-carême）と歌い出す。多額の負債を負ったラフラフラは小金持ちの市場の独身の女性の懐を狙って、彼女たちを口説き始める。しかし、経験豊富な女達に魂胆を見透かされ、簡単には行かない。
景気よく野菜を売りさばくマドゥ夫人は若いころ、一時期検察官と同棲し、子供まで生んだのだが、男に子供を奪われ逃げられていたのだった。一方、ブールフォンデュ夫人も初恋の税務官との間に子供をもうけたが、浮気な男に棄てられ、子供も男に引き取られてしまったのであった。それ以来、18年に亘って、2人の女は独身を通してきたのであった。ラフラフラは女たちに軽くあしらわれ、その場を立ち去る。すると、見習いのコックのクルト=オ=ポが現れる。彼は愛する野菜を売りの娘シブレットを探しながら「僕のシブレット」（Ma Ciboulette）を歌う。若くてハンサムなクルト=オ=ポを見かけると、マドゥ夫人とブールフォンデュ夫人はニンニクやニラを無料で彼の籠に入れてやり、気を引こうとする。彼はおばさんたちには一向に関心が無く、迷惑がる。ラフラフラが手押し車をひいて現れ、女にもてる男は邪魔だと考え、クルト=オ=ポを逮捕してしまう。ハンサムなクルト=オ=ポが捕らえられると、マドゥ夫人とブールフォンデュ夫人は諍いを始めるので、ポワルタペ夫人が喧嘩の仲裁に入るが、実はポワルタペ夫人もクルト=オ=ポを気に入っているので、理性を失い喧嘩に加わることになって、市場は大混乱となる。ポワルタペ夫人の悲鳴を聞いて、シブレット、警部、警官がこの場に駆け付ける。3人の女は口々に警部に訴えかけ、互いに警部引っ張っているうちに、警部を泉に落としてしまう。引き上げられた警部はカンカンに怒って、警官たちに3人の女たちを連行するように命令して立ち去って行く。

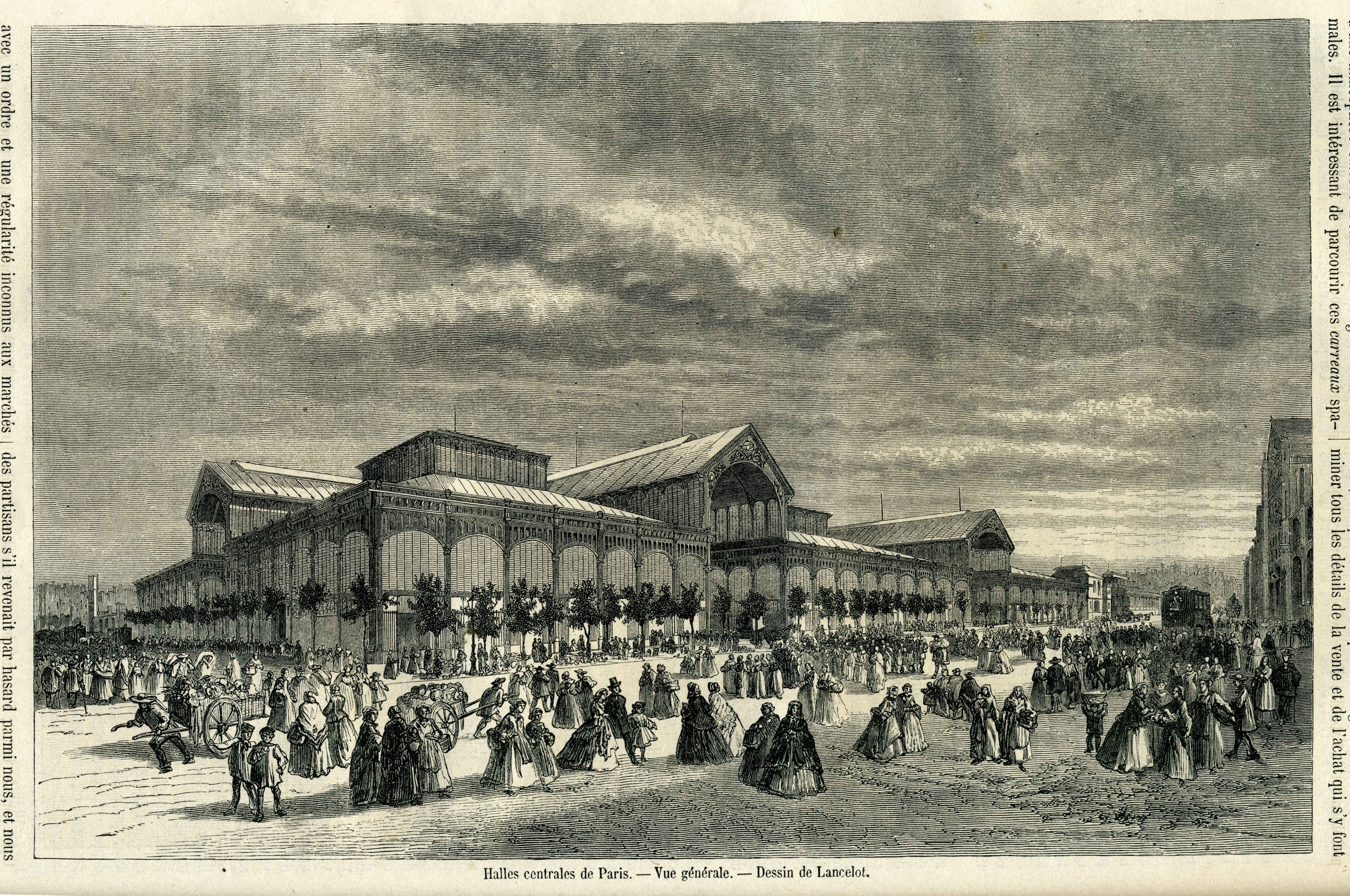
1862年のパリ中央市場

場はようやく静けさを取り戻す。一人残ったシブレットはこれからは商売に力を注がなくちゃと（アリア）「わたしは小さな果物売り」（Je suis la petite fruitière）を歌う。すると、ラフラフラが戻ってきて、可愛いシブレットに言い寄り、キスをしようとする。シブレットはびっくりして彼を突き放すが、全くの拒絶反応ではなく、僅かな好意と胸騒ぎも感じる。やがてポワルタペ夫人が警察の取り調べから釈放されて、戻ってくる。ポワルタペ夫人は警部に気に入られて、一杯奢ってもらっていたので、上機嫌だった。彼女はうろついていたラフラフラを見つけ、以前どこかで会ったことがあるのでは、かつてヴォジラールに住んでいたことはないかと質問する。彼は一瞬ギクッとするが、いやそんなことはないと答え、ポワルタペ夫人を口説き始める。ちゃんと結婚して君の2万フランの貯金も共有しようと彼女の手を取って「あなたは月」（Vous êtes la lune）と歌い出す。ポワルタペ夫人はそれをうっとりと聴くと、2人は腕をとって立ち去る。クルト=オ=ポは留置場の壁を乗り越えて、姿を現す。彼はシブレットを探している。シブレットは占い師に将来を占ってもらいに行っていたが、それによるとシブレットは馬鹿と結婚する運命だと言われたと話す。クルト=オ=ポはその馬鹿は正に僕だよと言い、プロポーズし、愛の2重唱となる。2人が抱き合って、キスしているところに、ブールフォンデュ夫人が現れ、こんな男と結婚するなんて許さないと言い、クルト=オ=ポを追い払ってしまう。シブレットは自分が好いた男と愛し合うのに何が問題だと機嫌を損ねる。両親さえ見つかれば、若くても結婚の許可がもらえるのにと悔しがる。

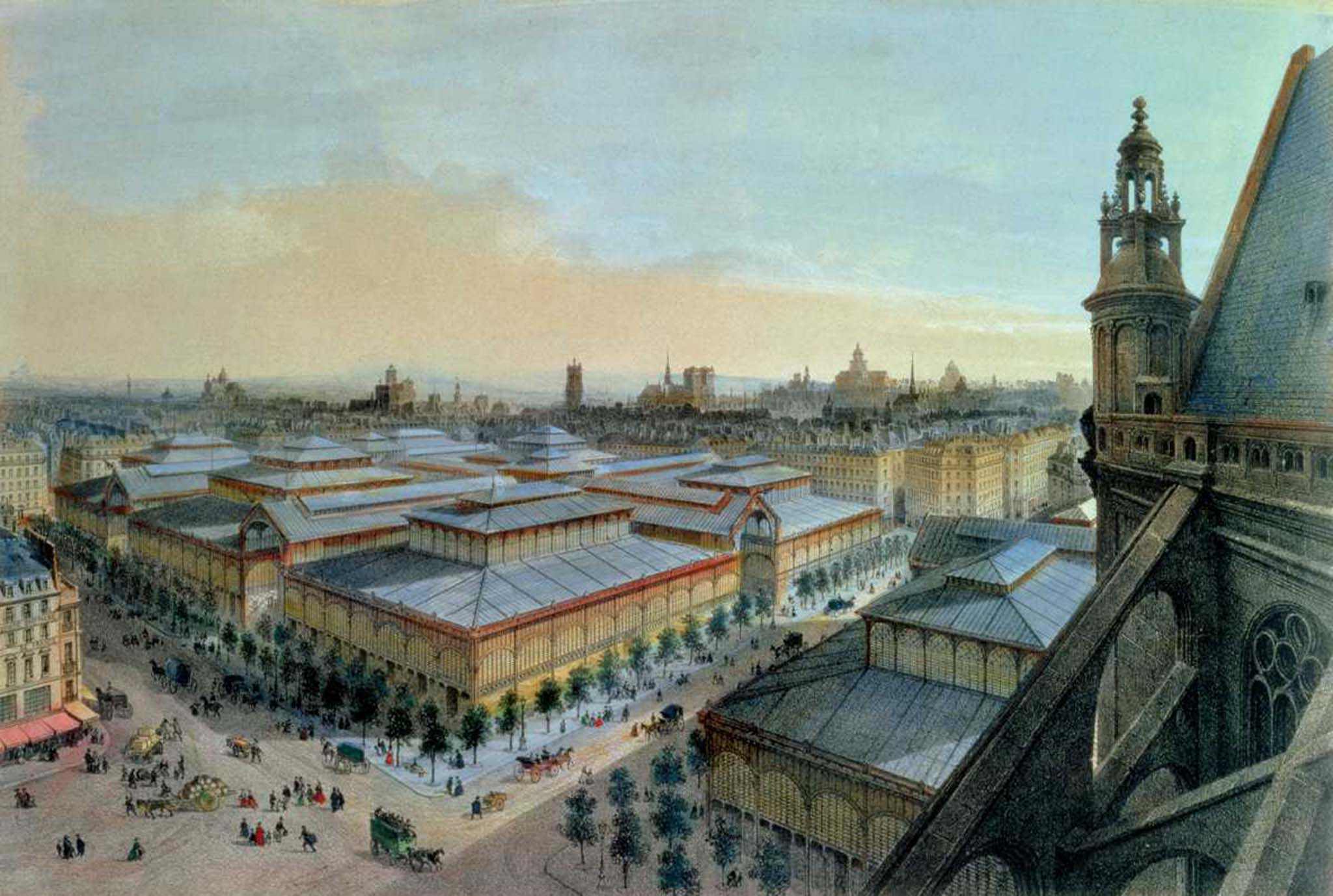
サン・トゥスターシュ教会から望むパリ中央市場

ブールフォンデュ夫人はそれを聞いて、まさかとは思いつつもシブレットの年齢や生まれなどを根掘り葉掘り質問する。すると、シブレットが18歳で、ヴォジラールで生まれたという事実を知って驚愕のあまり、泉に落ちてしまう。ポワルタペ夫人が駆け寄ってきて、ブールフォンデュ夫人を助け、一体何があったのかと尋ねる。ブールフォンデュ夫人はシブレットが自の娘であることが分かった経緯を説明する。娘の恋人を探しに走り出していく。シブレットも下宿のおばさんに親が見つかったことを報告しようと立ち去る。ポワルタペ夫人は自分の子供を捨てるなんて最低とブールフォンデュ夫人を非難し、市場の仲間に言い触らしてやると言う。ちょうどマドゥ夫人がやって来たところ、その話をすると、今度はマドゥ夫人が驚きのあまり泉に落ちてしまう。悲鳴を聞いて、ラフラフラ、シブレット、クルト=オ=ポらが駆けつけて、警部も到着する。泉から助け出されたマドゥ夫人がシブレットはブールフォンデュの娘ではなく、確かに自分の娘だと言い出す。マドゥ夫人とブールフォンデュ夫人が警部を挟んで、娘の奪い合いとなり、7重唱の〈ブルレスク〉「私は自分の子供を守る」（Je défendrai mon enfant !）となる。2人の母親からどちらを選ぶかと迫られて困り果てるシブレットだが、父親の形見として肌身離さず持っていた父からの手紙を思い出す。それを取り出して、クルト=オ=ポに読み上げさせる。手紙によれば、父が死を覚悟して戦地に赴く際に、赤子に残した認知状で、母親はセリメーヌ・クラブゾ、父親は近衛軍隊軍曹ラリソールと書かれていた。これを聞いた、ポワルタペとラフラフラの2人が卒倒して倒れ、泉に落ちてしまう。シブレットたちが2人を助け出すと、彼らは実は自分たちがあなたの両親なのだと告白する。ポワルタペは連隊のキャンプで私を誘惑したのはラフラフラだったのねと彼を睨みつける。ラフラフラは実は軍の極秘命令を受けて敵地に侵入する際に、シブレットも連れてヴォジラールから秘密裏に旅立たなければならなかったのだと言い訳をする。ポワルタペは事情を聞いて納得し、ラフラフラを許すことにする。これを見て、安心したシブレットとクルト=オ=ポは早速両親に結婚の許しを請う。勿論、両親は快諾し、ハッピーエンドとなる。

## 主な録音
| 年   | 配役 シブレット クルト=オ=ポ ポワルタペ夫人 ラフラフラ ブールフォンデュ夫人                                  | 指揮者 管弦楽団 合唱団                                                                               | レーベル                      |
| ---- | --- | --- | ----------------------------- |
| 1958 | クロディーヌ・コラール ジョセフ・ペイロン ガストン・レイ マルセル・サンソネッティ ガブリエル・リストリ       | ロジェ・エリス ロジェ・エリス管弦楽団 ロジェ・エリス合唱団                                           | CD: Maliblan ASIN: B01MPXGCQ0 |
| 1982 | マディ・メスプレ レオナルド・ペッツィーノ ミッシェル・アメル シャルル・ビュルル ジャン＝フィリップ・ラフォン | マニュエル・ロザンタール モンテカルロ・フィルハーモニー管弦楽団 ジャン・ラフォルジュ合唱アンサンブル | CD: EMI ASIN: B000VKW6IS      |